# Reed, México insurgente
Reed, México insurgente és una pel·lícula mexicana, dirigida en 1970 per Paul Leduc i produïda per Salvador López, Ollin i associats, basada en la novel·la Mèxic insurgent, on el periodista nord-americà John Silas Reed (conegut com John Reed), narra el seu punt de vista i les experiències que va viure durant la Revolució mexicana a partir de 1913.

## Novel·la i argument
La novel·la en la qual es basa la pel·lícula narra les experiències que va tenir el periodista estatunidenc John Reed, qui en 1913 va viatjar a Mèxic, atret pels esdeveniments de la Revolució mexicana. Va aconseguir contactar al general Tomás Urbina, membre de la Divisió del Nord de Pancho Villa. Després de conviure per més d'un any i mig amb les tropes villistas, Reed, qui tenia idees de esquerra i havia viatjat com a mer espectador, finalment es va involucrar en el conflicte bèl·lic.

## Dades tècniques
La idea original va ser de Paul Leduc, qui, amb la col·laboració d'Emilio Carballido, va començar a esbossar el guió cinematogràfic, consolidat finalment per Juan Tovar i pel mateix Leduc. Se'l considera la primera i última gran producció del cinema independent mexicà, produïda per Salvador López y Ollín i Associats. Per dirigir-la, Leduc va comptar amb l'assistència de Carlos Castañón, Juvenal Herrera, Roberto González i Ismael Herrera. Va ser editada per Giovanni Korporaal i Rafael Castañedo. La durada original de 124 minuts va ser reduïda a 105 minuts.
La fotografia va estar a càrrec d'Alexis Grivas, Ariel Zúñiga, Luc-Toni Kuhn i Martín Lasalle, mentre que el so va estar a càrrec d'Ernesto Higuera, Max López, Miguel Ramírez i Antonio Bermúdez. El reenregistrament va ser fet per Salvador Topete. L'ambientació va estar a càrrec de Luis Jasso i Yolanda Melo. Rodat originalment en blanc i negre, en 16 mm, el film va ser posteriorment ampliat a 35 mm, amb viratge a color sépia.

## Repartiment
Els rols principals de la pel·lícula van ser representats per:
- Claudio Obregón: John Reed
- Eduardo López Rojas: general Tomás Urbina
- Ernesto Gómez Cruz: capità Pablo Seáñez
- Juan Ángel Martínez: tinent Julián Reyes
- Carlos Castañón: Fidencio Soto
- Víctor Fosado: Isidro Anaya
- Lynn Tillet: Isabel
- Hugo Velázquez: Longino Güereca
- Eraclio Zepeda: Pancho Villa
- Enrique Alatorre: Venustiano Carranza
- Carlos Fernández del Real: general Felipe Ángeles
- Max Kerlow: cotxer Antonio Swafeyta
- Héctor García: periodista García
- Luis Suárez: periodista
- Francisco Laviella: sacerdot
- Luis Jaso: secretari de Carranza
- Galdino Gómez: ajudant d’Urbina
- Mario Castillón Bracho: mercenari estatunidenc

## Crítiques
Va rebre crítiques molt positives per part de la premsa nacional i internacional: Le Canard Enchainé (Michel Duran), Excélsior (Carlos Fuentes), Esto, de Organización Editorial Mexicana; El Día (Gabriel Figueroa), The Village Voice (Amos Vogel), Paese Sera, Gazetta del Popolo, Le Point (Robert Benayoun), Daily News (Jerry Oster), The Daily Telegraph (Patrick Gibbs) i Clarín, entre d'altres.
Aquest film ocupa el lloc número 26 dins de la llista de les 100 millors pel·lícules del cinema mexicà, segons l'opinió de vint-i-cinc crítics i especialistes del cinema mexicà, publicada per la revista Somos al juliol de 1994.

## Premis
Als Premis Ariel va rebre quatre nominacions, però només un premi.
| XV edició dels Premis Ariel | Reed, Mèxico insurgente (compartit amb El castillo de la pureza i Mecánica nacional) | millor pel·lícula | Guanyador |
| XV edició dels Premis Ariel | Paul Leduc                                                                           | Millor direcció   | Nominat   |
| XV edició dels Premis Ariel | Alex Grivas                                                                          | Millor fotografia | Nominat   |
| XV edició dels Premis Ariel | Giovanni Korporaal, Rafael Castanedo                                                 | Millor editor     | Nominat   |

Encara que no va arribar a ser una de les cinc finalistes, va ser nominada per Mèxic per a contendre pel Premi Oscar a la millor pel·lícula estrangera de l'Acadèmia d'Arts i Ciències Cinematogràfiques de 1973.

## Restauració
En 2015, per iniciativa de la Filmoteca de la Universitat Nacional Autònoma de Mèxic, amb la col·laboració tècnica de la Filmoteca Reial de Bèlgica i l'assessoria del mateix Paul Leduc, Reed, México insurgente va ser restaurada digitalment a partir de la captura a resolució 2K del negatiu original de 16 mm contenint la versió inicial del film, de 124 minuts de durada, concebuda pel director.
La versió restaurada va ser exhibida per primera vegada el 18 de febrer de 2016, en la XXXVII edició de la Fira Internacional del Llibre del Palacio de Minería de la Ciutat de Mèxic.